# Parent d'élève
Un parent d'élève est une personne (parent ou tuteur) qui a la charge d'un élève du système scolaire.

## En France

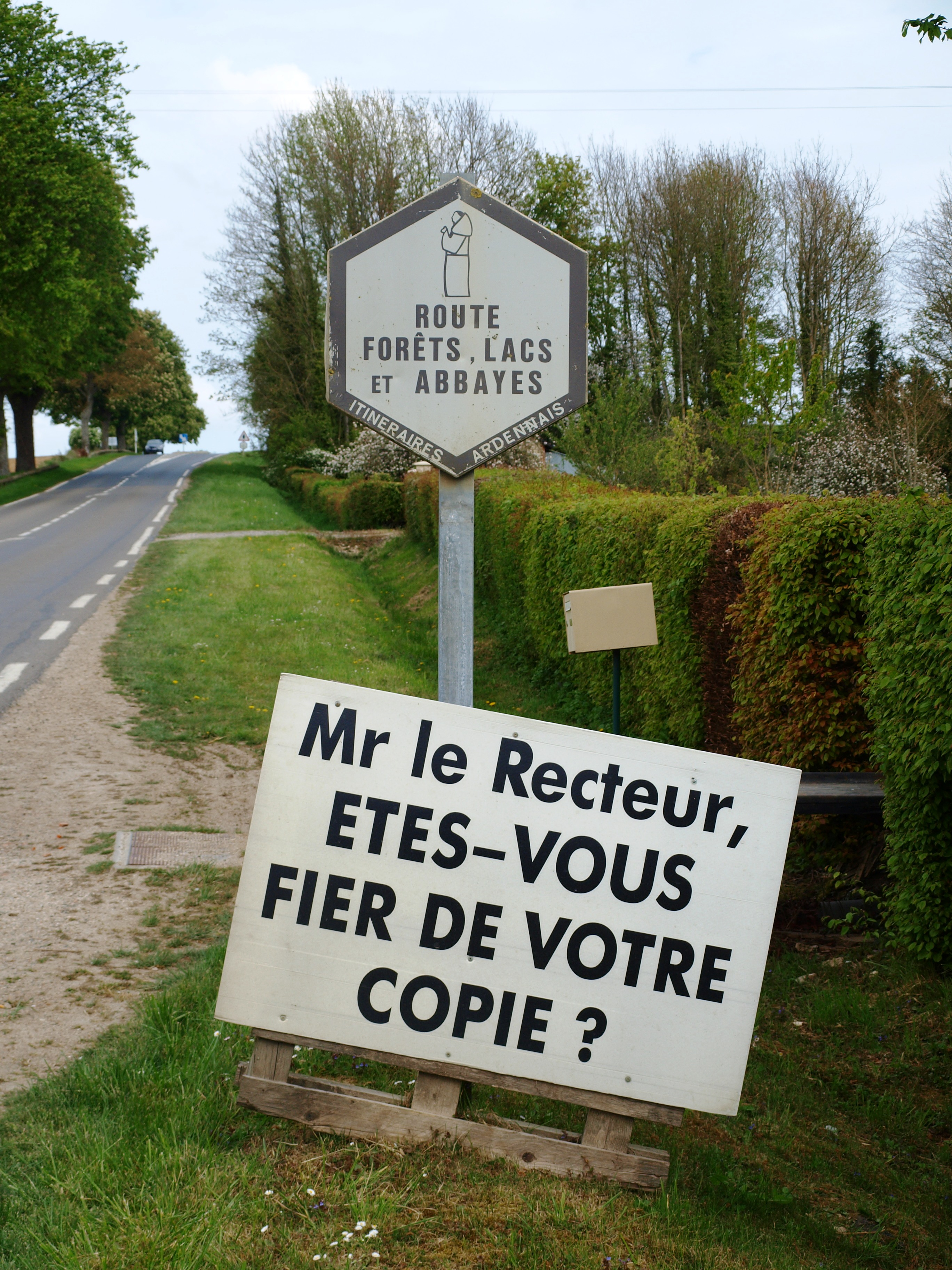
Panneau de revendication de parents d'élèves qui s'opposent à la fermeture d'un collège.

Membre de la communauté éducative, le rôle du parent d'élève est attribué par l'Éducation nationale. 
Les parents d'élèves sont représentés par les associations de parents d'élèves dont les élus participent de droit aux conseils d'école, conseils d'administration et conseils de classe. Les parents d'élèves sont considérés comme des intervenants bénévoles pouvant intervenir en classe après autorisation du directeur d'école.
Jusqu’à la fin des années 1960, les parents étaient peu associés aux activités scolaires, si l'on excepte les établissements “pilotes” inspirés de la pédagogie développée par l'instituteur Célestin Freinet. La décennie suivante et surtout celle des années 1980, côté législatif, ont été celles d'un renforcement du rôle des parents d'élèves et de leurs associations, dans la pratique sur le terrain comme dans les textes de loi
Le législateur a voulu favoriser leur participation en développant encore plus ces instances de contrôle au milieu des années 1980. L'assemblée qui a le plus grand pouvoir de décision est le conseil d'administration, dont la présidence est assurée de droit par le chef d'établissements, qui n'est pas élu, et doit composer de manière relative avec les représentations inégales des différentes catégories d'acteurs. 
Les établissements ont pris un statut d'établissements publics locaux d'enseignement (EPLE), autour de la notion de "communauté scolaire". L'application des textes sur la décentralisation éducative de 1985 et 1986 et de la loi d'orientation promulguée lorsque Lionel Jospin était ministre de l'Education nationale, en 1989, ont promu un souci de déconcentration de sa gestion par une plus grande autonomie des écoles, sans que le pouvoir des parents ne soit toujours assuré dans la pratique. L’article L 111-4 du code de l’éducation, issu de la loi de 1989, précise cependant que les parents sont « membres de la communauté éducative. Leur participation à la vie scolaire et le dialogue avec les enseignants et les autres personnels sont assurés dans chaque école et dans chaque établissement ». 
Le décret du 31 août 2006 a institué un droit à l’information et à l’expression, tandis qu'un  local doît être mis à leur disposition dans l’établissement, et précisé qu'en cas de divorce ou de séparation, les bulletins scolaires et informations sur la scolarité sont obligatoirement adressés aux deux parents car depuis les années 1980, de nouveaux types de familles sont en nombre croissant (monoparentales, cohabitantes, divorcées, séparées, recomposées, homoparentales…).

### Associations françaises de parents d'élèves

#### Ecoles publiques
- Fédération des conseils de parents d'élèves (FCPE)
- Fédération des parents d'élèves de l'enseignement public (PEEP)
- Union nationale des associations autonomes de parents d'élèves (UNAAPE)

#### Ecoles privées
- Association des parents d'élèves de l'enseignement libre (Apel)
- Association des parents d'élèves de l'enseignement public en Alsace

## Sources
- "Une partie inégale. Les interventions publiques des parents d'élèves" par Yves Dutercq, dans Politix. Revue des sciences sociales du politique en 1995[4].
- "Educateurs et parents, alliés intermittents", par Jacqueline Costa-Lascoux, dans la revue Après-demain 200[3].

## En Europe
L'association européenne des parents d'élèves (EPA) regroupe les associations nationales des parents d'élèves d'Europe.